# Jarre Hong Kong
Jarre Hong Kong – dwupłytowy album francuskiego multiinstrumentalisty Jeana-Michela Jarre’a. Jest to nagranie z koncertu w Hongkongu z 1994 roku.

## Utwory

### CD 1
1. „Countdown” - 01:37
2. „Chronologie part 2” - 06:37
3. „Chronologie part 3” - 05:46
4. „How old are you?” - 01:18
5. „Equinoxe part IV” - 04:45
6. „Souvenir of China” - 04:43
7. „Qu'est-ce-que l'amour?” - 00:51
8. „Chronologie part 6” - 05:10
9. „Chronologie part 8” - 04:50
10. „Where are you going?” - 00:53
11. „Oxygene part IV” - 04:34

### CD 2
1. „Hong Kong Hostess” - 00:34
2. „Fishing Junks at Sunset Part 1” - 06:10
3. „Fishing Junks at Sunset Part 2” - 05:32
4. „Sale of the Century” - 01:18
5. „Digi Sequencer” - 06:11
6. „Magnetic Fields part 2” - 06:25
7. „Band in the Rain (unplugged version)” - 02:35
8. „Rendez-Vous part IV” - 06:23
9. „Chronologie part 4” - 06:38